# Lesaka
Lesaka en basque ou Lesaca en espagnol est une ville et une municipalité de la Communauté forale de Navarre (Espagne).
Elle est située dans la zone bascophone de la province où la langue basque est coofficielle avec l'espagnol.

## Division linguistique
Les communes limitrophes sont  Arantza, Bera, Etxalar, Goizueta, Igantzi, Irun et Oiartzun.
En 2011, 78% de la population de Lesaka avait le basque comme langue maternelle. La population totale située dans la zone bascophone en 2018, comprenant 64 municipalités dont Lesaka, était bilingue à 60.8%, à cela s'ajoute 10.7% de bilingues réceptifs.

### Droit
En accord avec Loi forale 18/1986 du 15 décembre sur le basque, la Navarre est linguistiquement divisée en trois zones. Cette municipalité fait partie de la zone bascophone où l'utilisation du basque y est majoritaire. Le basque et le castillan sont utilisés dans l'administration publique, les médias, les manifestations culturelles et en éducation cependant l'usage courant du basque y est courant et encouragé le plus souvent.

## Personnalités
- Xabier Erkizia (1975- ), musicien, producteur, journaliste et artiste sonore basque.
- Xabier Silveira (Bertsolari), chanteur de poésies spécifiques au pays basque.

## Jumelage
Ascain (France) depuis 1980

## Anecdote
En janvier 2007 on a trouvé à Lesaka une « planque » de l'organisation séparatiste basque ETA.

### Sources
- (es) Cet article est partiellement ou en totalité issu de l’article de Wikipédia en espagnol intitulé « v » (voir la liste des auteurs).